# International Blues Challenge
The International Blues Challenge (IBC) ist ein Musikwettbewerb, der jährlich von der Blues Foundation in der Beale Street in Memphis (Tennessee) veranstaltet wird.

## Geschichte
Der Wettbewerb fand erstmals 1984 als „Blues Amateur Talent Contest“ statt. Er sollte Amateur- und Nachwuchsmusikern eine Plattform bieten, auf der sie sich präsentieren konnten. 1986 wurde der Name in „National Amateur Talent Contest“ geändert. Bis 1993 galt die Regel, dass die Teilnehmer weniger als 50 % ihres Einkommens durch Auftritte verdienen sollten. Diese Regel wurde 1993 aufgehoben, und im folgenden Jahr wurde das Wort „Amateur“ aus dem Namen gestrichen.
1995 erhielt der Wettbewerb den Namen „The International Blues Talent Competition“. 1999 setzte der Wettbewerb aus, da er vom Herbst zum Jahresanfang (Januar/Februar) verlegt wurde. Im Januar 2000 gab es die erste „International Blues Challenge“ mit 50 teilnehmenden Bands. Aufgrund der wachsenden Teilnehmerzahl wurden 2002 zwei Kategorien geschaffen, „Bands“ und „Solo/Duo“. Heute nehmen jedes Jahr über 200 Acts aus der ganzen Welt an dem Wettbewerb teil.